# Laguna (Costa Rica)
Laguna è un distretto della Costa Rica facente parte del cantone di Alfaro Ruiz, nella provincia di Alajuela.